# 1526
Cette page concerne l'année 1526  du calendrier julien. Pour l'année 1526 av. J.-C., voir 1526 av. J.-C.
L'année 1526 est une année commune qui commence un lundi.

## Événements
- 15 janvier : Diego García de Moguer, chargé d'une expédition dans les mers du Sud, part de La Corogne pour le Río de la Plata. Il atteint le Río Pilcomayo, au Paraguay[1].
- 10 mars : Francisco Pizarro, le père Fernand de Luque et Diego de Almagro scellent un contrat faisant d’eux des associés pour la conquête du Pérou. Son authenticité est controversée[2].
- 3 avril : Sébastien Cabot, fils de John, part de Sanlúcar de Barrameda pour explorer le Río de la Plata et le Rio Paraná (fin en 1530)[1].
- 21 avril : victoire de Bâbur à la première bataille de Pânipat sur le sultan de Delhi dont l'armée est supérieure en nombre. Bâbur utilise pour la première fois en Inde des canons et des armes à feu. Il occupe toute la vallée du Gange (fin en 1530) et fonde l'Empire moghol en Inde du Nord[3].
- 9 juin : début du règne de Go-Nara, empereur du Japon (fin en 1557)[4].
- 11 juillet : début du règne en Inde de Bahâdûr Shâh, sultan du Gujerat[5] (fin en 1537). Il annexe le Mâlwa ainsi que d’autres territoires.
- Juillet-18 octobre : échec de Lucas Vázquez de Ayllón dans sa tentative de colonisation de la Floride[6].

- 22 août : l’explorateur portugais Jorge de Menezes quitte Malacca pour les Moluques[7]. Il est le premier européen à accoster en Nouvelle-Guinée où il hiverne avant d'arriver à Ternate en mai 1527[8].
- 28 août, empire ottoman : révolte fiscale menée par Baba Zünnun à Bozok (actuelle province de Mercin). Elle est réprimée par les autorités locales mais est suivie par une série de révoltes en Cilicie et en Anatolie centrale contre l’autorité ottomane. La plus sérieuse, celle de Kalender Çelebi, défait une première expédition du sultan à Gencefe (8 juin 1527), mais Kalender est battu et tué le 22 juin 1527[9].
- 23 octobre : Le Portugal prend l’île de Bintan, qui ferme le détroit de Malacca près de Singapour[10].

- 9 novembre, Grenade[11] : décret de Charles Quint interdisant l'esclavage des Indiens sur tout le territoire de son empire[12].

- Début du règne de Mohammed, roi (maï) du Bornou (fin en 1545)[13]. Il s’efforce de consolider les conquêtes d’Idriss II menacées à l’ouest par les États haoussa contre lesquels il dirige une expédition militaire.
- La Casa de Contratación de Séville est mise par Charles Quint sous l'autorité du Conseil des Indes[14].

### Europe
- 6 janvier : concorde de Tolède entre les morisques et l'Inquisition espagnole ; les nouveaux convertis peuvent conserver leur langue et leurs vêtements pendant dix ans. L'autonomie des aljamas est confirmée comme les revenus des alfaquís (de fiqh, expert en jurisprudence islamique) qui collaborent à la conversion et l'usage de cimetières séparés[15].
- 12 janvier : Sigmund von Herberstein quitte Vienne pour une deuxième ambassade à Moscou, où il reste jusqu'au 12 janvier 1527 ; il tire de son voyage des Commentaires qui contribuent à faire connaître la Russie en Europe occidentale[16]. La trêve entre la Lituanie et la Russie se prolonge.
- 14 janvier : traité de Madrid. François Ier de France renonce à ses droits sur Naples et Milan, aux comtés d’Artois et de Flandre et restitue à Charles Quint le duché de Bourgogne. Il promet d’épouser Éléonor, sœur de l’empereur[17].
  - De retour de captivité (17 mars), François Ier n’applique pas le traité devant l’opposition du parlement de Paris, ce qui maintient théoriquement jusqu'en 1559 la souveraineté française sur l'Artois et la Flandre dont le comte, vassal du roi de France, est l'empereur romain germanique lui-même. François Ier conserve la Bourgogne et reprend la guerre après avoir conclu la ligue de Cognac avec le pape, Venise et Francesco Sforza (21 mai).
- 21 janvier : Vassili III de Russie épouse Héléna Glinska, la mère du futur Ivan le Terrible. Il a pris prétexte de la stérilité de sa précédente épouse Solomoniia pour divorcer en novembre 1525 malgré les réticences de l'Église orthodoxe[18].
- 26 janvier : publication de l'édit de conversion forcée des mudéjares d’Aragon (morisques) sous peine d'expulsion[19].
- Janvier : Martin Luther publie à Wittenberg Ordre du service divin et Formule pour la messe[20].

- 10 mars : à la mort du dernier duc Janusz III, Sigismond Ier de Pologne annexe le duché de Mazovie, tombé en déshérence, à la couronne[21].
- 11 mars : Charles Quint épouse à Séville Isabelle de Portugal[22]. Le cardinal Giovanni Salviati célèbre le mariage[23].
- 23 mars : Anne de Montmorency devient gouverneur du Languedoc[24].

- 22 mai : ligue de Cognac entre le pape Clément VII, la France, l'Angleterre, Florence, Milan et Venise[25].
  - Francesco Guicciardini devient lieutenant général des armées pontificales[26].

- Juin : les Capucins obtiennent du pape Clément VII l'autorisation de suivre la règle primitive des Franciscains[27].

- 24 juillet : François Sforza, bloqué dans le château de Milan, doit se rendre en l'absence de renforts[28].
- Juillet : l'expression comté de Nice est utilisée à deux reprises dans un acte daté de Chambéry[29]. Les Terres neuves de Provence, fief de la Maison de Savoie, prennent le nom de comté de Nice, au sens administratif et non féodal[30].

- 6 août - 23 septembre : siège et prise de Crémone par le duc d'Urbin, qui commande les armées de la Ligue de Cognac[31].
- 26 août : Frédéric Ier de Danemark impose Sparre comme archevêque de Lund sans en référer au Vatican. Le Conseil du royaume approuve sa décision[32].
  - Frédéric Ier introduit le luthéranisme dans ses États avec les prédicateurs Hans Tausen, qui a fait ses études à Wittenberg, et Poul Helgesen (da). La diète d’Odense (août 1527), limite la juridiction épiscopale, proclame la liberté religieuse et autorise les moines à abandonner leur couvent. Christian de Holstein, fils du roi, favorise la Réforme dans son duché[33].
- 27 août, diète de Spire : Ferdinand Ier accorde aux princes protestants la liberté d’imposer la religion de leur choix dans leurs domaines (Cujus regio, ejus religio)[34]. Des mesures pour améliorer la condition paysanne sont prises. Les princes allemands obtiennent la nomination aux bénéfices, jusque-là pourvus par le Saint-Siège.

- 29 août : défaite des Hongrois à Mohacs[9], contre les troupes ottomanes qui font ainsi la conquête de la Slavonie et de la Hongrie. Mort de Louis II de Hongrie pendant la bataille.

- 4 septembre : bataille de Linlithgow Bridge entre clans écossais
- 10-24 septembre : les Turcs mettent Buda à sac puis quittent le pays. Süleyman soutient Zapolyai, voïévode de Transylvanie, contre Ferdinand d’Autriche pour succéder à Louis II[35].
- 20 septembre : le cardinal Pompeo Colonna entre dans Rome avec 8000 hommes. le pape Clément VII est contraint de conclure une trêve avec l'empereur[36].

- 23 octobre : Ferdinand de Habsbourg est élu roi de Bohême[37].
- 10 novembre : Jean Ier Zapolyai est élu sans difficulté roi de Hongrie à la diète de Székesfehérvár[38].
- 17 décembre, diète de Presbourg : Ferdinand de Habsbourg est élu roi de Hongrie[37].

- Le Catéchisme Allemand, de Johannes Brenz[39].

- Suède : Olaus Petri publie Un utile enseignement, qui expose la doctrine luthérienne, et la traduction de la bible en suédois. Hans Brask (sv) répond en diffusant le texte du mandat de Charles Quint, lancé contre le luthéranisme. Olaus Petri réplique en 1527 avec les Réponses à sept questions[32].

## Naissances en 1526
- 1er janvier : Louis Bertrand en espagnol Luis Beltrán, missionnaire espagnol, de l'ordre des Dominicains († 9 octobre 1581).
- 25 janvier : Adolphe de Holstein-Gottorp, duc de Schleswig-Holstein-Gottorp († 1er octobre 1586).

- 1er février : Giovanni Pierluigi da Palestrina, compositeur italien († 2 février 1594).
- 19 février : Charles de L'Écluse, médecin et botaniste flamand de langue française († 4 avril 1609).
- 23 février : Niccolò Caetani, cardinal italien († 1er mai 1585).

- 4 mars : Henry Carey 1er baron Hundson, aristocrate anglais († 23 juillet 1596).
- 11 mars : Heinrich Rantzau, général, astrologue et savant danois († 31 décembre 1598).
- ? mars : Astorre Baglioni, condottiere italien († 4 août 1571).

- 12 avril : Marc Antoine Muret, humaniste français († 4 juin 1598).

- 9 juin : Matsudaira Hirotada, daimyo du château d'Okazaki dans la province de Mikawa au Japon († 3 avril 1549).

- 9 juillet : Élisabeth d'Autriche, archiduchesse d'Autriche, princesse de Hongrie et de Bohème († 15 juin 1545).
- 10 juillet : Philippe III de Croÿ, général des Flandres sous le règne de Philippe II d'Espagne († 11 décembre 1595).
- 31 juillet : Auguste Ier de Saxe, électeur de Saxe, comte palatin de Saxe et margrave de Misnie († 11 février 1586).

- 18 août : Claude II d'Aumale, marquis de Mayenne et duc d’Aumale († 3 mars 1573).

- 19 septembre : Martin Crusius, humaniste et helléniste allemand († 25 février / 6 mars 1607).
- 26 septembre : Wolfgang de Bavière, duc palatin des Deux-Ponts et comte palatin de Neubourg et de Soulzbach († 11 juin 1569).

- 1er novembre :
  - Pedro de Ribadeneyra, jésuite espagnol, proche collaborateur de saint Ignace de Loyola († 22 septembre 1611).
  - Catherine Jagellon, princesse polonaise, reine de Suède par son mariage avec Jean III de Suède († 16 septembre 1583).
- 12 novembre : Andreas von Gail, chancelier, homme d'État et juriste du Saint-Empire romain germanique († 11 décembre 1587).

- 12 décembre : Álvaro de Bazán, amiral et général espagnol († 9 février 1588).

- Date précise inconnue :
  - Bâkî, poète turc († 7 avril 1600).
  - Benoît le More, religieux de l'Ordre des frères mineurs italien († 4 avril 1589).
  - Raphaël Bombelli, mathématicien italien († 1572).
  - René de Bourgneuf de Cucé, président du Parlement de Bretagne († 24 février 1587).
  - Nicolas de Briroy, prélat français († 22 mars 1620).
  - Édouard Courtenay, aristocrate anglais († 18 septembre 1556).
  - Adam de Craponne, gentilhomme et ingénieur français († 20 décembre 1576).
  - Ignace d'Azevedo, prêtre jésuite et missionnaire portugais († 15 juillet 1570).
  - Nicolas Dangu, ecclésiastique français († 1567).
  - Jacques Ier des Deux-Ponts, duc palatin des Deux-Ponts et comte palatin de Neubourg et de Soulzbach († 1569).
  - Antoine Ier de Gramont, vicomte d'Aure, comte de Guiche, souverain de Bidache († 8 décembre 1576).
  - Hachisuka Masakatsu, samouraï et vassal de Toyotomi Hideyoshi au cours de l'époque Azuchi Momoyama († 8 juillet 1586).
  - Ikoma Chikamasa, daimyo de la fin de la période Sengoku et du début de l'époque d'Edo († 25 mars 1603).
  - Ioan Ier Despot-Vodă, prince de Moldavie († 15 novembre 1563).
  - Joseph Boniface de La Môle, favori du prince François d'Alençon sous le règne du roi Charles IX († 30 avril 1574).
  - Honoré Lascaris de Vintimille, ecclésiastique originaire du piémont († 11 juillet 1594).
  - Nagao Masakage, chef du clan Nagao d'Ueda après la période Sengoku du Japon († 11 août 1564).
  - Juan Fernández Navarrette, peintre espagnol († 28 mars 1579).
  - Niiro Tadamoto, obligé de Shimazu Yoshihisa, daimyo de la province de Satsuma († 16 janvier 1611).
  - Nijō Haruyoshi, noble japonais de l'époque de Muromachi († 1579).
  - Madeleine de Saint Nectaire, femme de guerre française († 1575).
  - Scipion Sardini, financier français d'origine toscane († 1609).
  - Giovan Vettorio Soderini, agronome florentin († 3 mars 1596).
  - Tani Sōyō, compositeur de renga japonais († 1563).
  - Taqi al-Din, scientifique turc († 1585).
  - Tsuruhime, résistante japonaise († 1543).
  - Pedro de Ursúa, conquistador espagnol († 10 janvier 1561).
  - Giovanni Battista Zelotti, peintre maniériste italien de l'école véronaise († 28 août 1578).

- Vers 1526 :
  - Hubert Cailleau, enlumineur du Comté de Hainaut († vers 1579).
  - Tommaso Calvi, évêque italien († 14 janvier 1613).

- 1526 ou 1527 :
- Melchior Lorck, peintre et graveur d'origine dano-germanique († après 1583).

## Décès en 1526
- 19 janvier : Isabelle d'Autriche, troisième des six enfants de Philippe le Beau et de Jeanne de Castille (° 18 juillet 1501).

- 21 juin : Pierre de Morlhon, seigneur de Cabanès.
- Avant le 26 juin : Vittore Carpaccio, peintre italien, à Venise[40].
- 29 août : Louis II de Hongrie, roi de Hongrie et de Bohême de 1516 jusqu'à sa mort (° 1er juillet 1506).

- 31 décembre : Catherine de Laval, dame de la Roche-Bernard (° 1504).

- Date précise inconnue :
  - Giovanni Francesco Bembo, peintre italien (° ?).
  - Liberale da Verona, peintre et enlumineur italien  (° 1441).
  - Bernardo di Stefano Rosselli, peintre italien (° 1450).
  - Jacopo Torni, peintre florentin (° 1476).

- Vers 1526 :
  - Francesco Melanzio, peintre italien de l'école ombrienne (° vers 1465).
  - Luca Monverde, peintre italien (° vers 1500).

- 1526 ou 1527 :
  - Pedro Alvares Cabral (° 1440)[41].
  - Wen Zhengming, calligraphe, peintre et poète chinois (° 1460 ou 1461).